# Ormosia hynesi
Ormosia hynesi är en tvåvingeart som beskrevs av Alexander 1962. Ormosia hynesi ingår i släktet Ormosia och familjen småharkrankar. Inga underarter finns listade i Catalogue of Life.